# Adam Magri Overend
Adam Magri Overend (* 3. května 2000) je maltský profesionální fotbalista, který hraje na pozici záložníka za klub Sliema Wanderers FC a maltský národní tým.

## Reprezentační kariéra
Za maltskou fotbalovou reprezentaci debutoval při prohře 0:4 se Slovinskem v kvalifikaci na Mistrovství světa ve fotbale 2022 8. října 2021.